# Wilhelm Paul Kempa
Wilhelm Paul Kempa (* 20. Mai 1906 in Hamborn; † 24. September 1940 in Brandenburg an der Havel) war ein deutscher römisch-katholischer Kriegsdienstverweigerer und Märtyrer.

## Leben
Wilhelm Paul Kempa wuchs als Sohn eines Invaliden mit 11 Geschwistern in Duisburg-Hamborn katholisch auf. Er gehörte zur Pfarrei St. Johann unter Pfarrer Heinrich Laakmann. 1939 lebte er als Kunstmaler und Fotograf unverheiratet bei seiner Mutter und Schwester.
Den Kriegsdienst für Hitlers Überfall auf Polen verweigerte er aus religiösen Gründen und weil in Polen einer seiner Brüder verheiratet war. Er wurde festgenommen, kam in das Gefängnis Moabit und wurde am 23. August 1940 wegen Wehrkraftzersetzung zum Tode verurteilt. In einem Brief sagte er: „Gott sei gedankt, ich habe dasselbe Schicksal meines Namenspatrons, Fürsten und Verkünders, des Apostels Paulus.“ Er fand am 24. September im Gefängnis Brandenburg-Görden den Tod durch Enthauptung.
Der Präsident der Reichskammer der Bildenden Künste, der Maler Adolf Ziegler, schrieb der Familie: „Dem Verstorbenen wird immer ein ehrendes Andenken unter den deutschen Künstlern gewahrt bleiben.“ Die Asche wurde durch Monsignore Karl Stindt auf dem Katholischen Friedhof St. Johann Duisburg Alt-Hamborn beigesetzt. Eine Gedenkstelle ist in Planung.

## Gedenken
Die deutsche Römisch-katholische Kirche hat Wilhelm Paul Kempa als Märtyrer aus der Zeit des Nationalsozialismus in das deutsche Martyrologium des 20. Jahrhunderts aufgenommen.